# League of Ireland Premier Division
League of Ireland Premier Division (irisk: Príomhroinn Sraith na hÉireann) er den bedste fodboldrække for herrer i Irland. Ligaen blev dannet i 1985, efter at det tidligere League of Ireland blev delt i to, hvor den anden part i dag er League of Ireland First Division (andendivision). 
Den består af 10 hold, hvor nummer 10 hver sæson rykker ned i League of Ireland First Division, hvorefter vinderen af den rykker op. Nummer otte og ni skal så spille mod nummer to og tre fra den anden bedste række, hvorefter to vindere findes, der enten bliver i divisionen eller rykker op. Vinderen af Premier Division går ind i anden kvalifikationsrunde til UEFA Champions League, mens nummer og tre går ind i henholdsvis anden og første kvalifikationsrunde til UEFA Europa League. 